# Tugu Rejo (Wates)
Tugu Rejo is een bestuurslaag in het regentschap Blitar van de provincie Oost-Java, Indonesië. Tugu Rejo telt 4464 inwoners (volkstelling 2010).